# Shintoïsme
 (août 2011).
Si vous disposez d'ouvrages ou d'articles de référence ou si vous connaissez des sites web de qualité traitant du thème abordé ici, merci de compléter l'article en donnant les références utiles à sa vérifiabilité et en les liant à la section « Notes et références ».

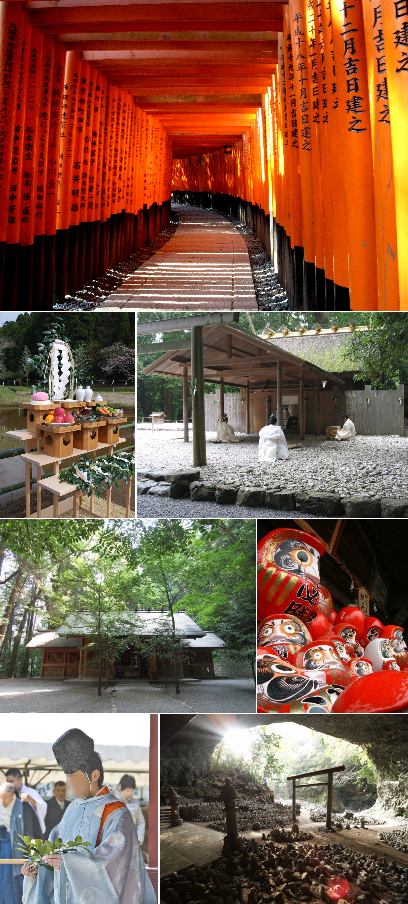

Le shinto (神道, shintō, litt. « la voie des dieux » ou « la voie du divin ») ou shintoïsme (/ʃin.to.ism/) est un ensemble de croyances datant de l'histoire ancienne du Japon, parfois reconnu comme religion. Il mêle des éléments polythéistes et animistes. Il s'agit de la plus ancienne religion connue du Japon ; elle est particulièrement liée à sa mythologie. Le terme « shintō », lecture sino-japonaise, ou kami no michi, est apparu pour différencier cette ancienne religion du bouddhisme venu de Chine en 538, lorsque le roi coréen de Baekje offrit au souverain japonais (cour du Yamato) une image du Bouddha Shakyamuni. Ses pratiquants seraient aujourd'hui plus de 90 millions au Japon.

## Histoire

### Origines, syncrétisme et racines
Les origines du shintoïsme sont méconnues mais semblent dater de la fin de la période Jōmon, avec le koshintō.
Depuis des temps immémoriaux, les Japonais ont adoré les kami — les esprits qui habitent ou représentent un lieu particulier, ou incarnent des forces naturelles comme le vent, les rivières et les montagnes. À chaque création d'un village, un sanctuaire était érigé afin d'honorer les esprits environnants et de ce fait s'assurer de leur protection. On croyait que les kami pouvaient être trouvés partout, qu'aucun lieu au Japon n'était en dehors de leur pouvoir. Le shintoïsme englobe donc les doctrines, les institutions, les rituels et la vie communautaire fondés sur le culte des kami.
L'historienne Helen Hardacre remarque que c'est la période Yayoi qui fut la première à déposer des artefacts pouvant raisonnablement être liés au développement ultérieur du shinto. Les kami étaient vénérés en divers éléments du paysage au cours de cette période ; à ce stade, leur culte consistait en grande partie à les implorer et à les apaiser. On a peu de preuves qu'ils étaient alors considérés comme des entités compatissantes. Des indices archéologiques suggèrent que les dotaku, des cloches en bronze, mais aussi des armes en bronze et des miroirs en métal ont joué un rôle important dans les rituels dédiés aux kami pendant la période Yayoi.
L’introduction de l’écriture au Ve siècle et du bouddhisme au VIe siècle a eu une influence profonde sur le développement d’un système unifié de croyances shinto. En une très courte période, le Kojiki (古事記, « chronique des faits anciens », 712) et le Nihon shoki (日本書紀, « chroniques du Japon », 720) sont écrits et rassemblent alors des récits mythologiques et des légendes. Ces deux chroniques ont été écrites avec deux objectifs précis. Premièrement, l'élaboration des récits et l’introduction du taoïsme, du confucianisme et du bouddhisme dans ces derniers avaient pour but d’impressionner les Chinois par le raffinement japonais. Les Japonais étaient intimidés par l’avance culturelle chinoise et voulaient produire quelque chose pouvant rivaliser avec elle. Le deuxième objectif était d’étayer la légitimité de la maison impériale, descendante directe de la déesse du soleil Amaterasu. Une grande partie du territoire japonais actuel n’était alors gouvernée que très partiellement par la famille impériale, et des groupes ethniques rivaux (comme, sans doute, les ancêtres des Aïnous) continuaient de mener la guerre contre l’avancée des Japonais. Les anthologies mythologiques, tout comme les anthologies poétiques telles que le Man'yoshu (万葉集), étaient censées légitimer le mérite de la famille impériale s'agissant du pouvoir de droit divin.
Avec l’introduction du bouddhisme et son adoption rapide par la cour, il fut nécessaire de donner des explications sur les apparentes différences entre les croyances japonaises indigènes et les enseignements bouddhistes (shinbutsu shūgō). Une des explications plaça les kami, les divinités shinto, en tant qu’êtres surnaturels, toujours dans le cycle de la naissance et de la renaissance. Les kami naissent, vivent, meurent et renaissent comme toutes les autres créatures dans le cycle karmique. Cependant, ils jouent un rôle spécial en protégeant le bouddhisme et en permettant à son enseignement compatissant de s’épanouir.
L'unité de tradition entre le bouddhisme et le shintoïsme a été professée par le maître Kūkai (774-835) qui expliqua qu'il n'existait aucune différence essentielle entre Amaterasu et Vairocana (大日如來, Dainichi Nyorai, manifestation du Bouddha dont le nom veut dire « grand Tathagata du soleil »), ou entre kami et bodhisattvas, ce qui donna un mélange des deux systèmes appelé Ryōbu shintō (両部神道). On trouve ainsi encore de nombreux temples bouddhistes possédant dans leur enceinte un espace dédié aux kami, quand les kami ne sont pas eux-mêmes considérés comme des émanations des différents bouddhas et boddhisattvas. Des liens se sont aussi créés entre des grands temples du bouddhisme et des sanctuaires shinto. Ainsi Inari, la divinité du grand sanctuaire Fushimi Inari-taisha est considéré comme un protecteur du Tō-ji, grand temple de Kyoto, ce qui donne lieu à des cérémonies communes.
Les vues de Kūkai ont tenu le haut du pavé jusqu’à la fin de la période Edo, date d'un renouveau pour les « études japonaises » peut-être dû à la politique de fermeture du pays (sakoku). Au XVIIIe siècle, de nombreux érudits japonais, en particulier Motoori Norinaga (1730-1801), essayèrent de séparer le « vrai » shintoïsme des différentes influences étrangères. Il s'exprima notamment autour du principe fondamental du yamatodamashi et du magokoro. Cette tentative échoua en grande partie car, dès le Nihonshoki, des parties de la mythologie avaient déjà été empruntées aux doctrines chinoises. Par contre, elle prépara le terrain pour l’arrivée du shintoïsme d’État avec la restauration Meiji.

### Shinto d'État

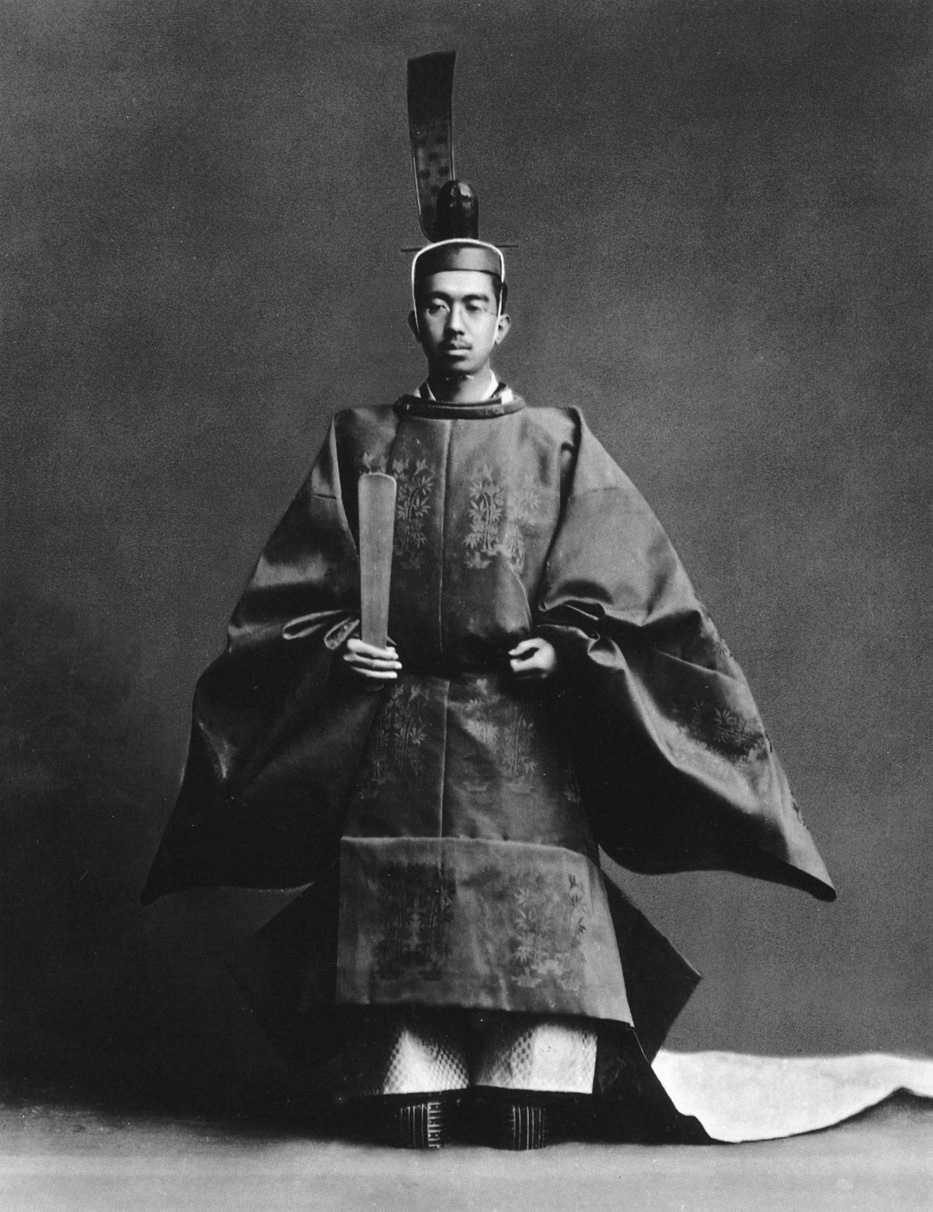
L'empereur Shōwa revêtu de sa tenue de chef du culte de shintoïsme d'État.

Avec la refonte de la constitution en 1868 sous l'ère Meiji, le shinto devint la religion d'État de l'empire du Japon : le Kokka shinto (国家神道, shinto d'État). Dès 1872, un Office du culte shinto (Jingikan) fut établi afin de promouvoir les rites et le culte officiel et tous les prêtres devinrent des employés de l'État. Chaque citoyen devait s'enregistrer comme membre de son sanctuaire local (ujiko), devenant par le fait même membre du Ise-jingū.
L'empereur du Japon, descendant de la déesse Amaterasu et désormais chef de l'État ainsi que commandant suprême de la Marine et de l'Armée, fit l'objet d'un véritable culte. En 1889, fut établi un sanctuaire dédié à l’empereur Jinmu, le fondateur mythique de la dynastie. Ce sanctuaire porte le nom de Kashihara-jingū (橿原神宮).
Ce culte prit une importance primordiale lors de l'expansionnisme du Japon durant l'ère Shōwa. En tant que Commandant officiel du Quartier général impérial à compter de 1937, l'empereur Shōwa était considéré comme la pierre d'assise du hakkō ichiu (八紘一宇), la « réunion des huit coins du monde sous un seul toit ». Il fut ainsi instrumentalisé pour justifier l'expansionnisme et la militarisation auprès de la population japonaise. La manifestation tangible qui faisait de l'empereur le représentant des dieux était les insignes impériaux.
Parmi les partisans les plus notables de cette doctrine, on compte le prince Kotohito Kan'in, chef d'état-major de l'Armée impériale japonaise et le Premier ministre Kuniaki Koiso.
Le récit de l'instauration du règne de l'empereur Jinmu et de la lignée impériale japonaise occupe une place importante dans le shintoïsme. Il est étroitement lié à la région du Yamato sur Honshū, l'île principale de l’archipel nippon, où est situé le sanctuaire le plus important du shinto, celui d'Amaterasu (« Amaterasu-sume-okami » (天照皇大神), « grande déesse impériale illuminant le ciel ») à Ise et se trouve rappelé constamment au sein du kamidana ((神棚), « maison des kamis », ōmikami (大御神) signifiant « grande déesse »).
Selon le Kojiki et le Nihon Shoki, après avoir été banni du ciel, le dieu Susanoo, frère d'Amaterasu, descendit sur terre, sauva une belle jeune fille prisonnière d'un dragon, trouva une épée magique dans l'une des huit têtes du monstre et la donna à sa sœur, Amaterasu, en offrande de paix. Il épousa une jeune fille, construisit un palais près d'Izumo et engendra une dynastie de dieux puissants qui finirent par régner sur la Terre. Le plus grand d’entre eux fut Ōkuninushi, le grand seigneur du pays.
Inquiète de la puissance d’Ōkuninushi, Amaterasu envoya son petit-fils Ninigi dans le monde mortel pour y rétablir sa souveraineté. Ninigi était porteur de trois talismans : le miroir sacré, qui avait été utilisé pour faire sortir Amaterasu de sa grotte ; l’épée magique offerte par Susanoo et un merveilleux joyau de fertilité : un magatama, que Susanoo avait utilisé pour engendrer sa descendance dans la querelle avec sa sœur. Ces trois objets devinrent les insignes impériaux et la représentation concrète de l'autorité divine de l'empereur.
Selon la tradition, Ninigi atterrit sur le sommet du Takachiho (高千穂峰, Takachihonomine), à Kyūshū, et conclut un marché avec Ōkuninushi. En échange de la fidélité de ce dernier, Ninigi lui promit que sa grand-mère le reconnaîtrait comme protecteur perpétuel de la famille impériale, laquelle allait être fondée plus tard par l'arrière-petit-fils de Ninigi (瓊瓊), c'est-à-dire l'empereur Jinmu. Ōkuninushi est célébré à Izumo-taisha, le second des plus importants sanctuaires du shinto au Japon après Ise. La tradition veut depuis que, de l’époque de Jinmu à aujourd'hui, les descendants terrestres d’Amaterasu règnent sur le Japon à titre d'empereur.

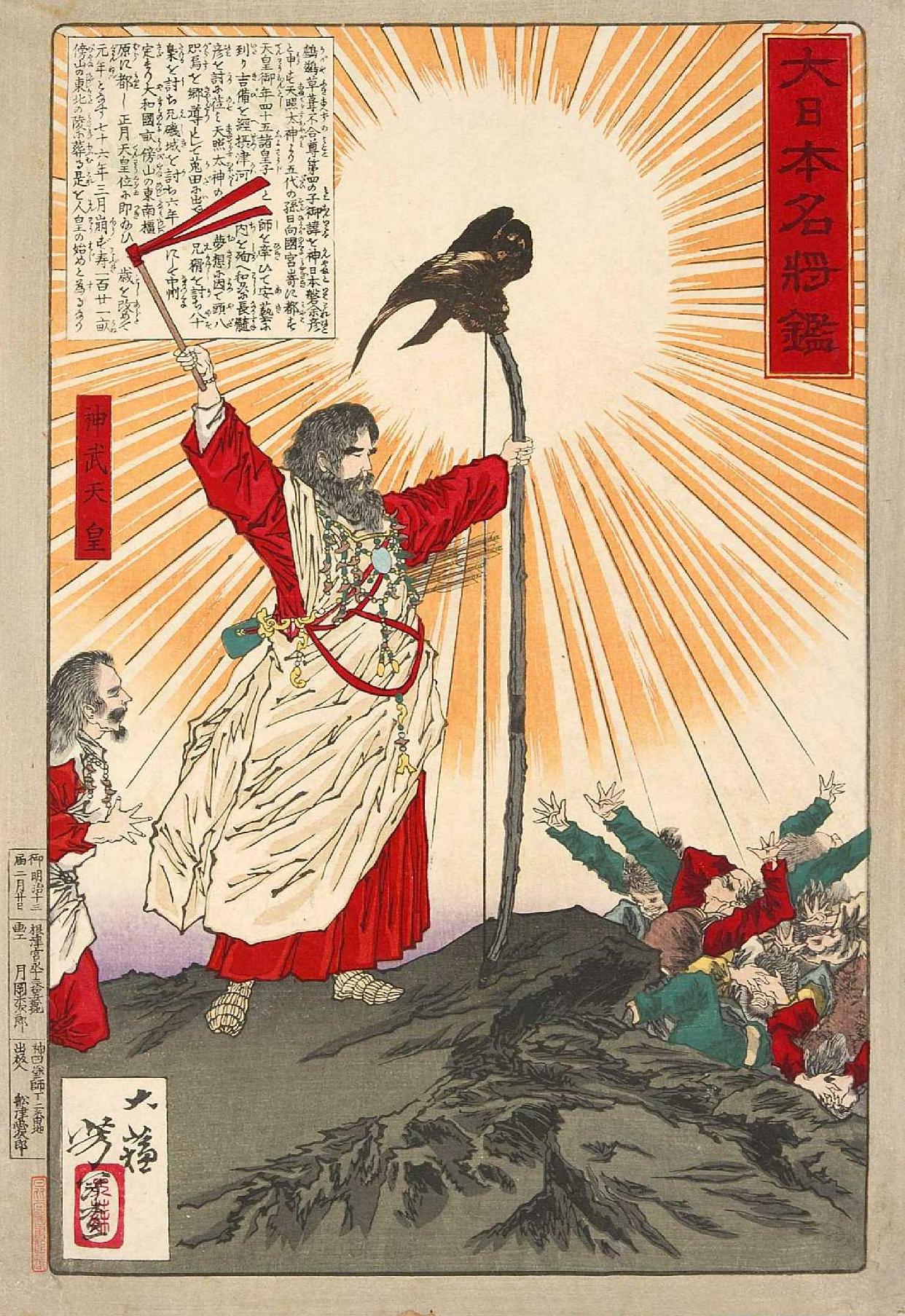
Jinmu, fondateur légendaire du Japon (par Tsukioka Yoshitoshi).

Le Kokka shinto dura jusqu’en 1945, lorsque Douglas MacArthur, le Commandant suprême des forces alliées, exigea la réforme de la Constitution et priva l'empereur de ses pouvoirs exécutifs. Le shinto d’État fut alors démembré, mettant un terme au principe de la religion officielle au Japon. Les kami n’avaient pu fournir le vent divin (kamikaze) pour repousser les envahisseurs étrangers.
De plus, en janvier 1946, l'empereur dut déclarer publiquement dans un édit impérial qu'il n'était pas un akitsumikami (divinité incarnée). La portée de cette déclaration est contestée puisque l'empereur Showa lui-même avait déclaré en décembre 1945 à son chambellan Michio Kinoshita « qu'il est absolument interdit de qualifier de chimérique l'idée que l'empereur est un descendant des dieux ». Plusieurs commentateurs, dont John W. Dower et Herbert P. Bix, s'interrogent aussi sur l'emploi du terme akitsumikami au lieu de celui plus courant d'arahitogami (dieu vivant).
L'empereur actuel (天皇陛下, Tennō Heika) Naruhito est depuis le 1er mai 2019  le 126e monarque japonais issu de la lignée Yamato par la déesse Amaterasu. Il règne durant l'ère Reiwa (令和時代, Reiwa-jidai, Reiwa signifiant « belle harmonie »). Ainsi le 23 novembre 2019 accompagné de serviteurs portant le bicorne (symbole remémorant les liens étroits entre le Shogunat Tokugawa et l'Empereur Napoléon III, et rappelé officiellement au travers du toit du Budokan Miyamoto Musashi), l'empereur Naruhito monte en calèche pour une visite au Naiku, ou sanctuaire intérieur, du sanctuaire d'Ise Jingu afin de rendre compte à Amaterasu-omikami, la légendaire déesse du soleil, de l'achèvement de ses cérémonies d'intronisation.

### De nos jours

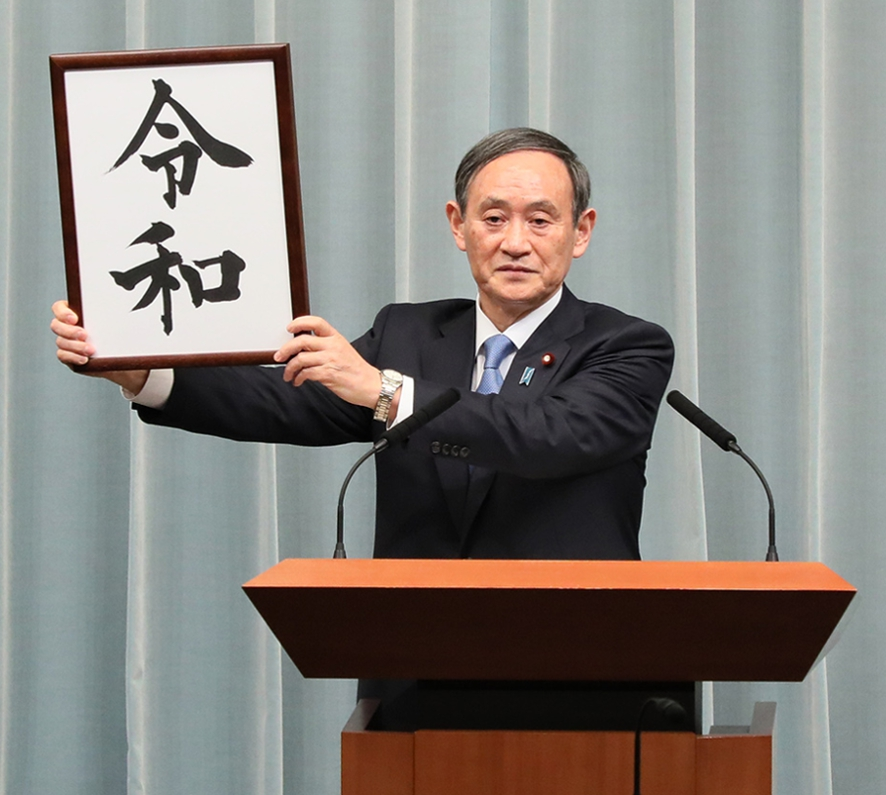
Yoshihide Suga présente en conférence de presse le nom de la nouvelle ère Reiwa.

Au lendemain de la guerre, la plupart des Japonais pensaient que la prétention démesurée de l’Empire l'avait mené à sa chute. La convoitise de territoires étrangers aveugla ses chefs qui délaissèrent la mère patrie. Dans l’après-guerre, de nombreuses « nouvelles religions » (新宗教, shinshūkyō) apparurent, notamment fondées sur le shintoïsme mais, globalement, la religiosité des Japonais diminua. Ainsi Konkokyo et Omoto Kyo sont d'inspiration shintoïste, alors que d'autres groupes comme Sūkyō Mahikari ou Tenrikyō sont des syncrétistes mélangeant shintoïsme et bouddhisme.
Le shintoïsme a persisté en passant sous silence ses références à la mythologie ou au mandat divin de la famille impériale. Au contraire, les sanctuaires se concentrent sur les gens ordinaires en les aidant à maintenir de bonnes relations avec leurs ancêtres et les kami. La façon de penser shinto constitue toujours une part importante de la mentalité japonaise, bien que le nombre de personnes qui se disent animées d’un sentiment religieux ait fortement décru.
La plupart des Japonais ont une vision neutre de la religion et en pratiquent plusieurs dans leur vie. Ainsi, en 2015, selon l'Agence pour les Affaires culturelles du Ministère de l'Éducation, de la Culture, des Sports, des Sciences et des Technologies japonais, on comptabilisait 85 millions de shintoïstes (67 % de la population) et 88 millions de bouddhistes (69 % de la population). Une même personne peut aller prier au sanctuaire shinto au Nouvel An japonais pour une bonne année et avant les examens d'entrée à l'école pour implorer son succès, puis plus tard avoir un mariage chrétien dans une église plutôt qu'un mariage shinto, et enfin des funérailles dans un temple bouddhiste.

## Principes éthiques et croyances
Le shintoïsme est une religion animiste. Le concept majeur du shintoïsme est le caractère sacré de la nature. Le profond respect en découlant définit la place de l'homme dans l'univers : être un élément du grand Tout. Ainsi, un cours d'eau, un astre, un personnage charismatique, une simple pierre ou même des notions abstraites comme la fertilité peuvent être considérés comme des divinités.

### Métaphysiques et spiritualités
Issus de l'Unité cosmique, les flux fondant la vie s'incarnent en une multitude de kami. Le polythéisme qui s'en dégage est infini, dans le sens où chaque parcelle de vie est sacrée. La mythologie shinto dit qu'il existe 8 millions de kami Happyakuman (八百万) car les kanji se lisent également yaoyorozu, signifiant une myriade, c'est-à-dire une indéfinité, un nombre inquantifiable. En descendant sur Terre pour y insuffler la vie, les kami ont créé l'archipel japonais.
L'origine de l'Homme dans ce contexte cosmogonique n'est pas clairement établie. Mais la famille impériale base sa légitimité charismatique (au sens de Max Weber) sur son origine déclarée comme divine (le premier empereur, Jinmu, serait le petit-fils de Ninigi-no-Mikoto, que la déesse Amaterasu a envoyé sur Terre par les kami pour fonder la nation japonaise).
Le respect des ancêtres et les sentiments de communion avec les forces de l'univers et les générations passées sont les bases spirituelles du shinto.

### Tsumi,tatarietkegare
Innombrables, les kami sont partout, se cachant sous les formes les plus diverses, aux endroits les plus inattendus. Il convient donc de se montrer à leur égard d’une prudence extrême, d’autant que les plus petits sont parfois les plus susceptibles. Leur caractère est ambigu, comme la nature elle-même. Tous, y compris les meilleurs d’entre eux et les plus grands, possèdent un « esprit de violence », arami-tama (荒御魂), qu’il faut se concilier ou neutraliser par des rites appropriés. Certains sont même dangereux dans leur principe, tels les « dieux des épidémies » ou les « dieux des insectes », prédateurs du riz. Tous peuvent vous frapper d’un tatari (祟り). On a voulu donner à cette notion, aussi archaïque sans doute que le concept même de kami, une valeur morale en en faisant un châtiment, une malédiction (les dictionnaires bilingues donnent généralement ces traductions), infligés par le dieu à l'auteur d'une faute (tsumi). C’est là une conception moderne inspirée par le bouddhisme, qui a traduit par tsumi l’idée d’« action mauvaise », qui obscurcit l’entendement de l’homme et fait obstacle à l’illumination, donc au salut. Le synonyme ancien de tsumi est, en réalité, kegare (汚れ, « souillure »). Et les définitions anciennes qui en sont données ont un caractère plus physique que moral : c’est ainsi que le contact de la mort, du sang, des excréments provoque une souillure rituelle ; mais la vie en société entraînera un élargissement de cette notion de tsumi, et l’on qualifiera ainsi certaines infractions sociales (destruction d’une digue de rizières).
Dans son principe toutefois, le tsumi, comme le tatari qui en est la conséquence quasi automatique, semble devoir être défini d’une manière à la fois plus vague et plus générale. De nombreux exemples, même récents, montrent en effet que l’on peut être frappé par un tatari pour peu que l’on ait empiété, fût-ce inconsciemment, sur le domaine d’un kami ; le tsumi est en somme la transgression de certaines limites, non toujours formellement interdites ni précisées, mais chargées d’un potentiel magique redoutable dû à la simple présence du kami.
L'un des films d'animation d'Hayao Miyazaki : Le Voyage de Chihiro illustre l'importance donnée aux territoires des kami. L’héroïne, Chihiro, pénètre en effet sur le territoire de l'un d'entre eux, elle se voit donc condamnée à rester dans le monde des démons. On pourrait aussi citer nombre d’exemples de récits populaires relatant des kami habitant auprès des ponts et poursuivant les personnes qui ne leur ont pas rendu hommage. L’imprudent pourra alors subir le courroux du kami offensé. Un proverbe encore usité souligne cette relation entre kami et humain — dans le sens, il est vrai, de : « Il ne faut point se mêler de ce qui ne vous regarde pas » — et conserve la trace de cette croyance : « Sawaranu kami ni tatari nashi » (« Il n’est point de tatari du fait d’un kami que l’on ne touche point »).

### Purification

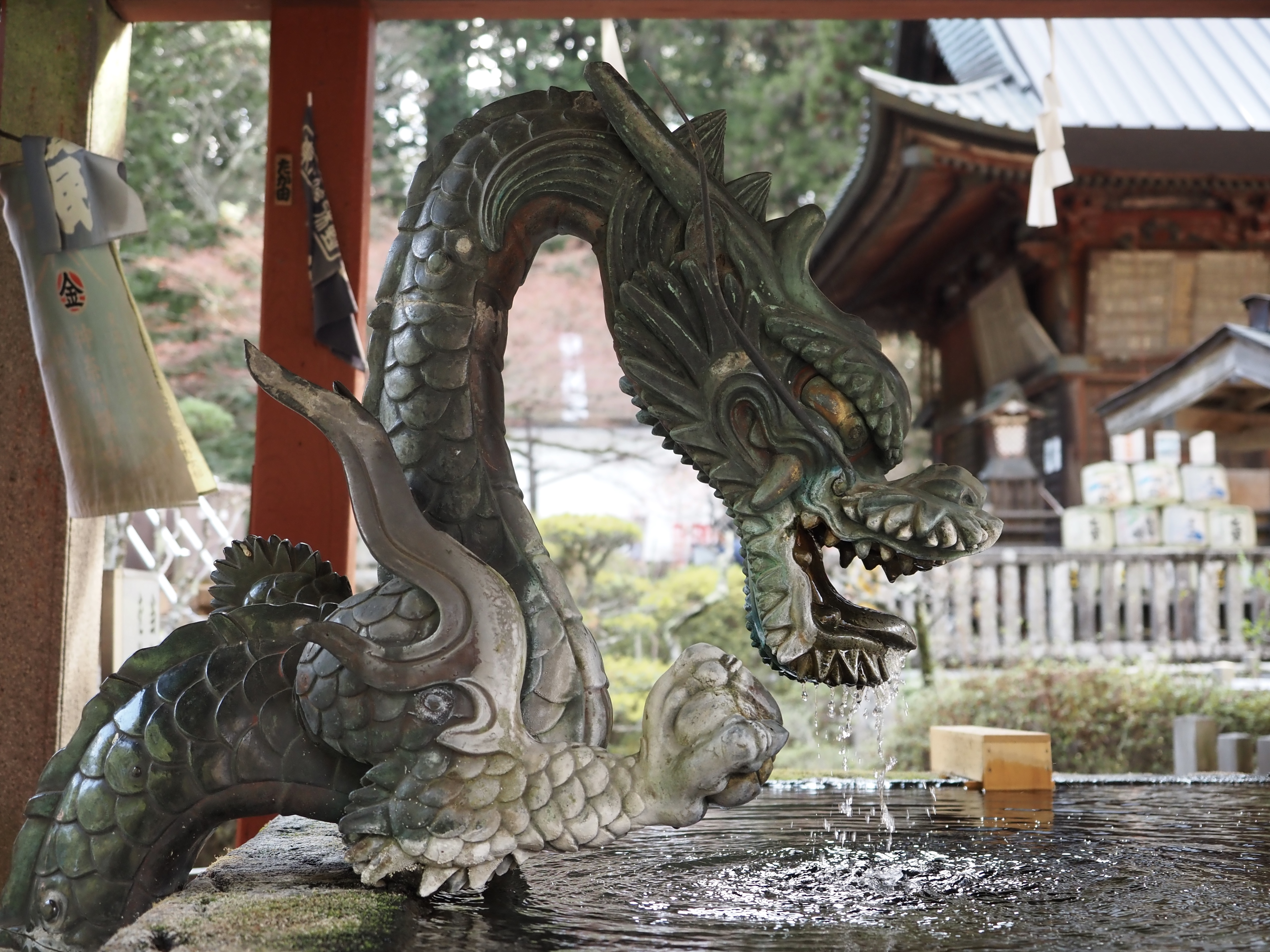
Fontaine Chōzu-ya du sanctuaire Fujiyoshida Sengen

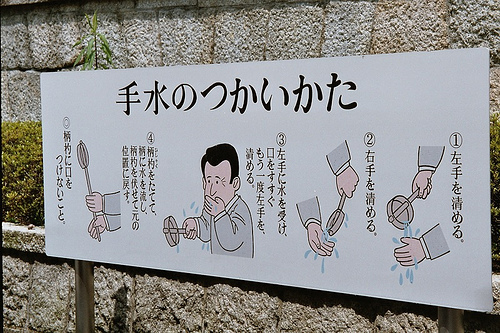
Indications présentées devant une fontaine Chōzuya

Les rituels de purification revêtent une importance singulière dans la croyance shinto. Pour échapper aux conséquences d’un tatari imprudemment encouru, il convient de « purifier » son entourage (祓う, harau) ou soi-même (清む, kiyomu). Ces deux termes sont employés pour définir des actions usuelles de nettoyage « balayer, nettoyer, laver », et d'autres plus symboliques avec les ablutions rituelles.
Dans certains cas, et notamment quand la souillure est due au contact de la mort, il convient d'observer certaines abstinences (忌み, imi), au cours de retraites plus ou moins prolongées. Purifications et abstinences sont également recommandées à titre préventif lorsque l'on prévoit un contact inéluctable avec un kami ; la préparation d’une fête impose souvent des rites de ce genre aux participants. Ces rites immunisent en quelque sorte contre le pouvoir maléfique du kami. D’autres sont destinés, en revanche, à conférer à celui qui en use un pouvoir contraignant sur le kami. Là est peut-être l'explication du terme qui désigne, de nos jours encore, le prêtre du shinto (神主, kan-nushi), le « maître », le « possesseur d’un kami », en d’autres termes : celui qui connaît les rites qui donnent prise sur les forces surnaturelles.

## Textes sacrés
Les sources les plus importantes pour le shinto sont le Kojiki et le Nihon shoki. Puis le Kogo Shūi et l'Engishiki sont aussi importants pour les rites du shinto.

## Personnages sacrés
Bien que le shinto n'ait pas de fondateur connu, un certain nombre d’individus y ont joué un rôle essentiel : Ō no Yasumaro, qui compila le Kojiki, Motoori Norinaga, le grand lettré shintoïste du XVIIIe siècle, Nakayama Miki, fondatrice du tenrikyō, ou encore de nombreux bouddhistes comme Kobo Daishi qui le premier intégra les kami dans les temples comme protecteurs et émanations des boddhisattvas ; une tradition shinto/bouddhiste, le honji suijaku, se développa ainsi très tôt dans le courant tantrique. Les écoles de Kamakura avec Hōnen ou Nichiren développèrent aussi une relation qui leur est particulière avec le shintoïsme. Il faut également citer le personnage de l’empereur qui devint, après 1868, l’incarnation de la nation japonaise et dont on croyait qu’il était un descendant direct de la principale divinité du shintoïsme, Amaterasu, la grande déesse solaire.

## Lieux sacrés
Les sanctuaires sont à la fois des lieux de prières et de réjouissances où sont encore aujourd'hui pratiqués du théâtre nô, de la danse, de la lutte sumo, du tir à l'arc (kyūdō) et d'autres activités. Autrefois, on organisait aussi des courses de chevaux ou de bateaux.
On pratiquait le bain en commun qui est une forme de rite collectif de communion avec la nature.
Outre ces enceintes sacrées, où les fidèles viennent pratiquer leur culte, la tradition shinto considère également comme sacrés certains éléments du paysage naturel, tel le mont Fuji.

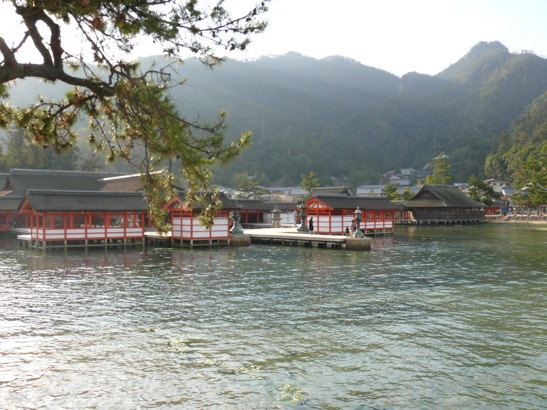
Sanctuaire d'Itsukushima

Le shintoïsme se pratique dans des sanctuaires très dépouillés. Le plus souvent les sanctuaires sont peints en rouge et ne contiennent qu'un autel très rudimentaire servant à déposer les offrandes : des fruits, un verre de saké, de l'argent, etc. Le cœur même du sanctuaire renferme la relique ou l'objet où est censé être incarné le kami. Seuls les prêtres peuvent y accéder. Cette relique ou objet peut être n'importe quoi, une pierre précieuse comme une pierre ordinaire, un objet précieux ou une chaussure, un arbre, etc. C'est cet objet ou cette relique que l'on transporte à travers tout le quartier pendant les festivals de quartier, les matsuri.

« Un simple miroir, suspendu dans le sanctuaire, vient constituer l'essentiel du mobilier. La présence de cet objet s'explique aisément… Lorsque, pour prier, vous vous tenez face au sanctuaire, c'est votre propre image que vous voyez se refléter sur la surface dansante et, ainsi, cet acte de foi est comme l'antique injonction delphique : « Connais-toi toi-même », en grec : « gnôthi seauton ». »

— Extrait de Bushidō, l'âme du Japon d'Nitobe Inazō - 1900 - p. 22 -  (ISBN 978-2-84617-011-6)
.
La présence d'un miroir peut aussi être mise sur le compte des insignes impériaux : selon la tradition, Amaterasu, ancêtre divin de la famille impériale, a transmis à ses descendants trois objets garants de la légitimité du pouvoir : l'épée, le joyau et le miroir.
Le sanctuaire de Yasukuni est l'un des lieux de culte shinto les plus célèbres à l'étranger, notamment parce que des criminels de guerre condamnés par le Tribunal de Tokyo y sont honorés. Les visites répétées à ce sanctuaire du Premier ministre Jun'ichirō Koizumi ont suscité l'indignation de nombreux pays d'Extrême-Orient.

## Rites et fêtes

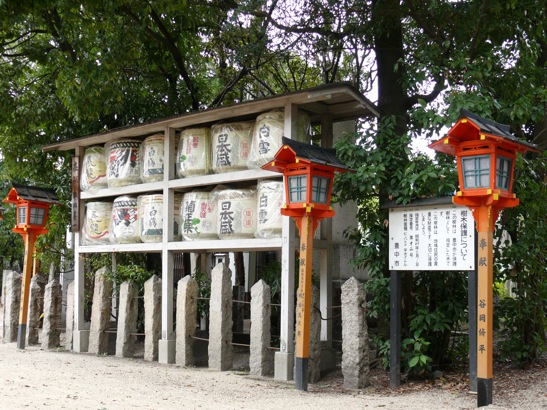
Réserve de saké pour l'autel du sanctuaire, le saké est sacré et fait l'objet de prière comme de l'eau bénite.

## Lexique shintoïste

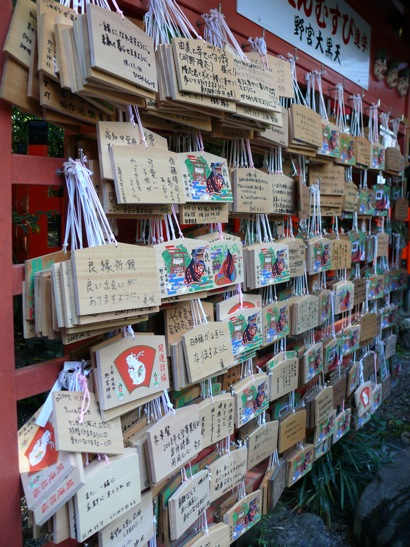
Ema, tablettes votives en bois

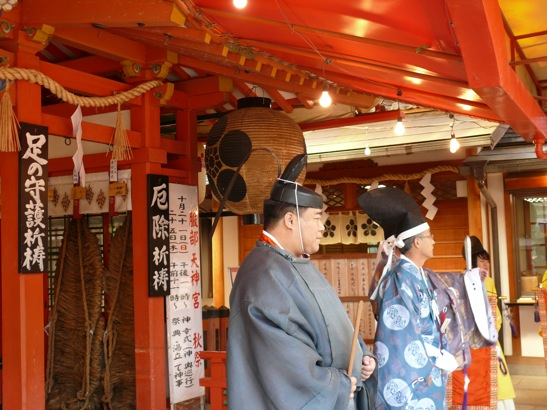
Prêtres shinto

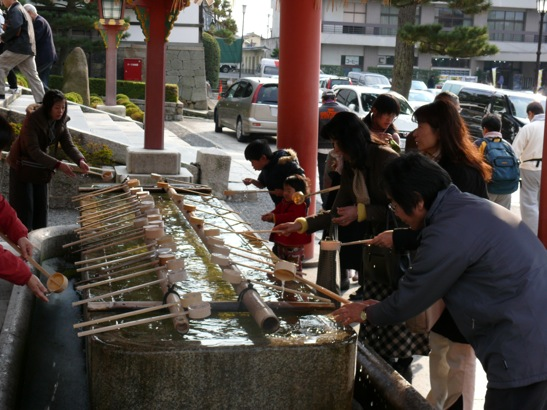
O-harai, purification rituelle

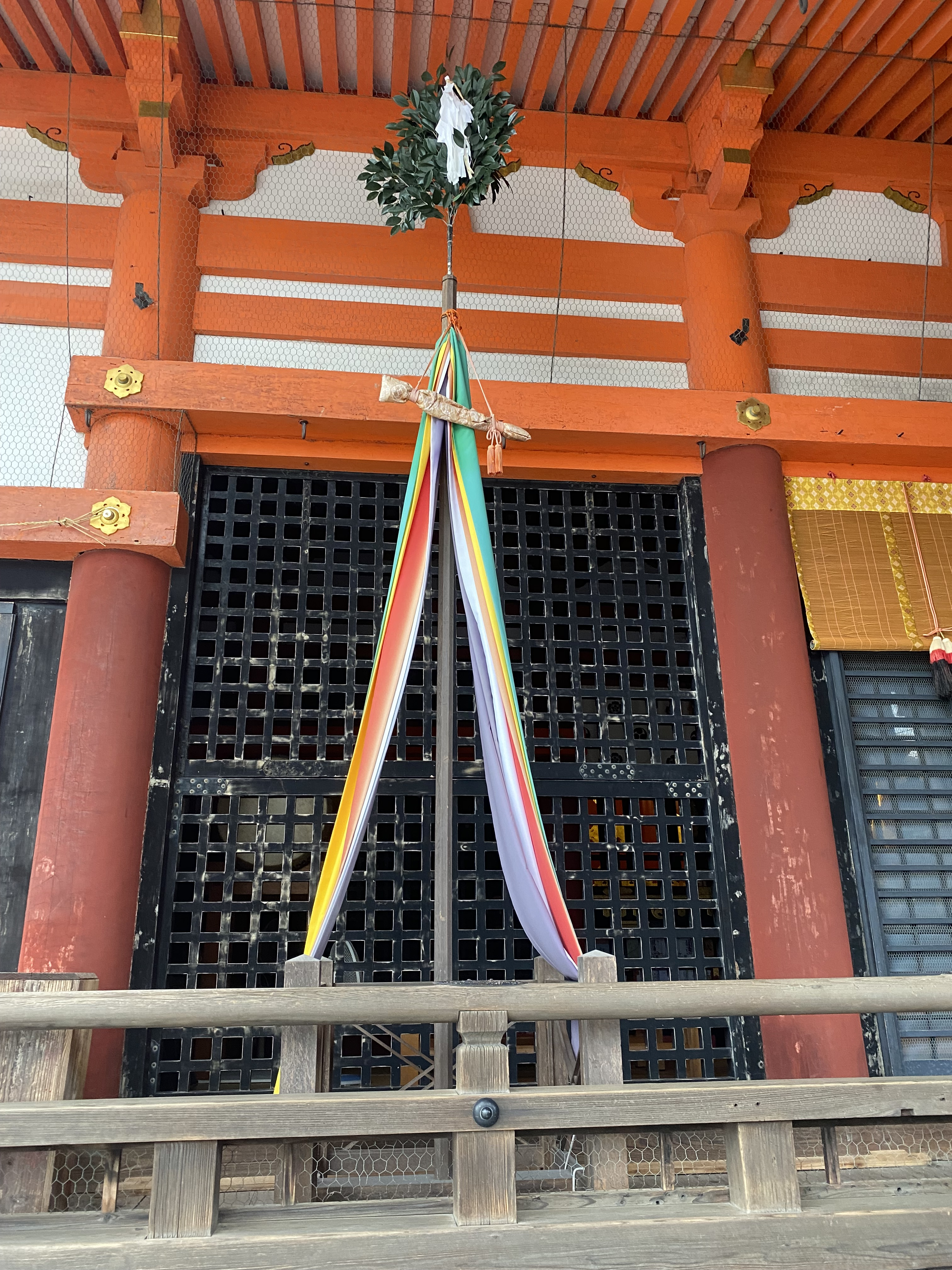
Un 真榊, objet rituel shinto, avec une épée, au sanctuaire Yasaka-jinja. Aout 2023.

Aramitama (荒御魂) : âme, esprit des kami.
Chōzuya (手水舎) : bassin où les fidèles peuvent se laver les mains et se rincer la bouche à l'aide d'une sorte de louche (柄杓, hishaku), afin de se présenter devant le kami exempts de toute souillure (o-harai). 
Ema (絵馬) : plaquettes votives en bois. Les fidèles inscrivent leurs vœux ou leur prière sur l'ema, puis l'accrochent à un portique près du temple pour qu'il soit lu par les kami (les dieux).
Gohei (御幣) : bandes de papier pliées (pouvant également être en métal) en zigzag, qui symbolisent la présence de la divinité.
Guji (宮司) : prêtre supérieur d’un sanctuaire.
Haiden (拝殿) : bâtiment où prient les fidèles.
Hatsumōde (初詣) : première prière de l'année au Nouvel An qui s'accompagne de tout un rituel : la première purification, la première prière, on boit le premier verre de saké et enfin on tire le sort.
Hokora (祠) : petit sanctuaire aménagé dans un paysage en l’honneur d’un kami.
Honden (本殿, ou shinden) : bâtiment principal qui contient le shintai.
Inori (祈り) : prière rituelle.
Jinja (神社) : sanctuaire shintoïste.
Kagura (神楽) : une ancienne danse shintoïste.
Kami (神) : « être d’un lieu supérieur ». Principe de vie reconnu par le shinto comme existant dans toutes les choses animées ou inanimées ; c’est le nom donné à une divinité, un dieu, ou à un esprit shintoïste. La croyance en leur existence et le respect qu’on leur doit sont au centre du shinto. On y place le suffixe « sama » après le mot kami pour signifier la supériorité hiérarchique et morale des kamis[réf. souhaitée].
Kamizumo (神相撲) : rituel utilisant des marionnettes.
Kannushi (神主) ou shinshoku (神職) : prêtre shinto.
Koma-inu (狛犬, « chien de Koguryo ») : deux chiens d'apparence léonine dont l'un a la gueule ouverte et l'autre fermée. Ils sont les gardiens du temple. 
Magatama (勾玉) : collier de fertilité magique orné de joyaux porté par Amaterasu ; il est l’un des trois talismans de la souveraineté impériale, les deux autres étant un miroir sacré et une épée.
Matsuri (祭り) : fête annuelle ou bisannuelle du sanctuaire.
Miko (巫女) : « jeune vierge du sanctuaire ». Elles sont vêtues d'une jupe rouge recouverte d'une tunique blanche. Aux temps anciens, les miko étaient des shamans (itako).
Mikoshi (神輿) : châsse portable que les fidèles transportent dans les rues d’un quartier au cours d’une procession.
O-bake (お化け) : fantômes ; esprits errants.
O-harai (お祓い) : purification rituelle au chōzuya avant d'adorer le kami.
O-mikuji (お神籤) : bandes de papier prédisant la destinée. Si la prédiction est bonne, l'omikuji devient un talisman à conserver. Si elle est mauvaise, la bandelette doit être fixée sur un arbre du sanctuaire afin que les kami conjurent la prédiction.
O-mamori (お守り) : amulettes porte-bonheur vendues dans les sanctuaires. Elles sont souvent contenues dans un sachet de tissu, mais peuvent aussi se présenter sous la forme de pierres gravées.
Sakaki (榊) : branche d’un pin sacré avec laquelle un kannushi procède aux rites de purification.
Shimenawa (注連縄) : corde en paille de riz utilisée pour marquer la présence d'un kami.
Sodai (総代) : membre laïc d’un comité supervisant le sanctuaire shinto d’un quartier.
Taisai (大祭) : grande fête d’un sanctuaire shinto, au cours de laquelle une statue du kami est placée dans le mikoshi ; elle a lieu en général tous les deux ou trois ans.
Tengu (天狗) : homme-oiseau tantôt démon, tantôt divinité protectrice ; il est magicien et illusionniste. Le mythe du tengu vient des croyances populaires de Chine où il existe encore aujourd'hui : c'est le terrible Garuda. Il est représenté soit en homme-oiseau, soit en démon avec un long nez.
Torii (鳥居) : portail sacré ayant la forme d'un grand portique. Peint en rouge, il servait à l'origine de perchoir au coq du village qui par son chant appelait Amaterasu. Il marque l’entrée dans un sanctuaire shinto : domaine d’un kami et la frontière entre le pur et l’impur.
Toso (屠蘇) : premier saké de l'année, au Nouvel An.